# Alconaba
Alconaba est une commune espagnole de la province de Soria en Castille-et-León.

## Toponymie
En 1270 sa toponymie était Arconava.